# Операция «Асаф»
Операция «Асаф» (ивр. מבצע אסף‎) — наступательная операция Армии обороны Израиля в Западном Негеве, в районе между Беэр-Шевой и сектором Газа. Продолжалась с 5 по 7 декабря 1948 года, завершилась установлением израильского контроля над господствующими высотами, до этого занятыми египетскими войсками, и отходом последних в сторону сектора Газа.

## Предпосылки
В кратком промежутке между двумя перемириями в ходе первой Арабо-израильской войны Армия обороны Израиля провела на южном фронте операцию «Йоав», закончившуюся установлением транспортного сообщения с изолированными еврейскими поселениями и захватом Беэр-Шевы. Однако западная часть Негева оставалась под контролем египетской армии. В этой части территории бывшей подмандатной Палестины располагались 4 египетских бригады — две на прибрежной полосе между Газой на север и Эль-Аришем на юге, одна вдоль проходящей по пустыне дороги из Ауджи в Бир-Аслудж и ещё одна вдоль дороги между Ауджей и Рафахом. В ходе перемирия египетское командование усилило части, располагавшиеся в восточной части контролируемого сектора, не менее чем двумя батальонами, по-видимому, с целью контрнаступления на Беэр-Шеву. Иерухам Кохен, участник боевых действий с израильской стороны, вспоминает, что египтяне, заняв ряд господствующих высот, вопреки условиям перемирия возобновили обстрелы еврейских поселений, минировали дороги и нарушили снабжение поселений водой. В частности, под контролем продвигавшихся на восток египетских войск оказались высоты Тель-Джамма, Хирбет-Маэйн и Шейх-Нуран, что позволило им вновь изолировать еврейское поселение Кфар-Даром.
С целью обеспечения безопасности Беэр-Шевы и еврейских поселений, а также ветки водопровода, снабжающей эти населённые пункты, израильское командование приняло решение о наступательной операции в Западном Негеве. Операция получила название «Асаф» в честь бойца «Пальмаха» Асафа Шахная, погибшего в этих местах годом ранее. Её проведение было возложено на бронетанковую 8-ю бригаду. В помощь ей были приданы 13-й батальон бригады «Голани», батарея 120-мм миномётов и две артиллерийских батареи.

## Боевые действия

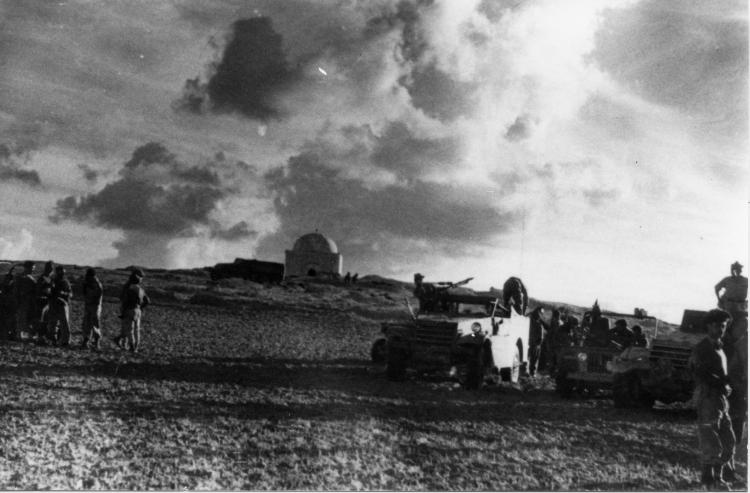
Высота Шейх-Нуран после взятия израильскими силами

Наступление израильтян началось 5 декабря 1948 года. До конца дня бойцы 89-го батальона, не встретив сопротивления противника, установили контроль над господствующими высотами. Однако на следующий день египетская пехота перешла в контрнаступление при поддержке бронетехники. После окончания боёв осмотр захваченной техники показал, что это были американские лёгкие танки «Локаст», вооружённые 37-мм пушкой и во время Второй мировой войны поставлявшиеся британским войскам для переброски по воздуху с помощью грузовых планеров «Гамилькар». Из эксплуатации в британских вооружённых силах эта модель была выведена в 1947 году, и значительное количество «Локастов» было просто брошено в Египте. В дальнейшем они были разоружены и проданы как металлолом гражданской египетской компании. Оттуда танки попали в египетскую армию, с июля занимавшуюся их восстановлением. По-видимому, 6 декабря эти танки впервые были использованы в бою египетскими силами.

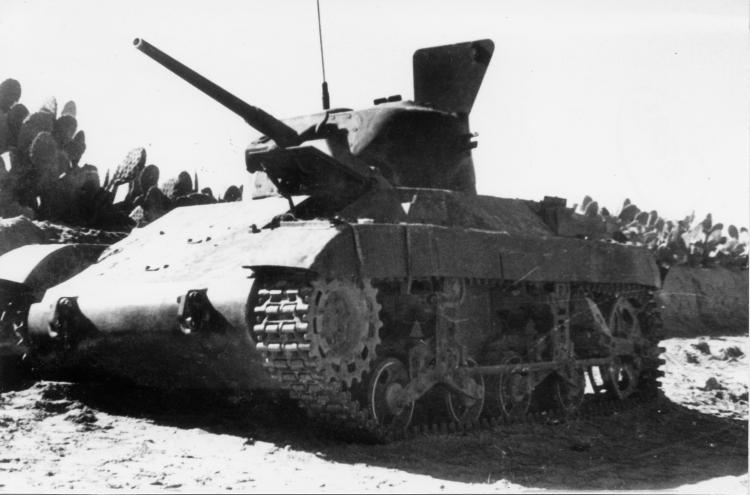
Подбитый танк M22 Locust

Боевые возможности «Локастов» оказались восстановлены не полностью — они были медлительными и почти не вели огонь. В ходе столкновений 6 и 7 декабря многие из них были подбиты, а девять машин захвачены израильтянами. Только в первый день во время боя за высоты Хирбет-Маэйн и Шейх-Нуран один полугусеничный автомобиль 8-й бригады, вооружённый 6-фунтовым орудием, подбил 5 египетских танков, а ещё один, сумевший прорваться на Шейх-Нуран, был подбит из противотанкового ружья. Контратака была остановлена, несмотря на превосходство египтян в живой силе и технике (отчёты о ходе боя сообщают о 15 грузовиках с египетскими солдатами только у Хирбет-Маэйна). Израильтяне потеряли за день троих человек убитыми и 22 ранеными на Шейх-Нуране и двоих убитыми и двоих ранеными на Хирбет-Маэйне.
Поскольку, несмотря на неудачу в первой контратаке, египетская пехота оставалась в непосредственной близости от высот, израильтяне предполагали, что 7 декабря будет предпринята новая попытка их захвата. Поэтому в ночь с 6 на 7 декабря на высоты были подтянуты дополнительные силы. 89-й батальон (включавший две роты полугусеничных автомобилей, две роты джипов и роту пушечных броневиков) занял позиции в арабской деревне Шуут южнее Шейх-Нурана, а 88-й батальон — в километре к юго-западу от этой высоты. На сами высоты были доставлены новые противотанковые ружья взамен вышедших из строя.
К 2 часам дня 7 декабря авиаразведка сообщила о концентрации египетских войск южнее Хирбет-Маэйна, и в течение 15 минут силы 89-го батальона под прикрытием артиллерии выступили в их сторону. Атака израильтян стала для египетской пехоты неожиданностью. Под удар попала рота, находившаяся в окопах, поверх которых прошла израильская бронетехника, давя солдат противника. Были уничтожены несколько пулемётных гнёзд, а огнём 6-фунтовой пушки подбит один из трёх остававшихся в расположении египетских сил танков. Благодаря быстроте атаки израильские силы успели добраться до противника прежде, чем их накрыла огнём египетская артиллерия. Остатки египетской пехоты обратились в беспорядочное бегство, бросив грузовики и два танка. Израильская сторона оценивает потери египтян примерно в 100 человек убитыми, в своих рядах сообщая лишь о двух легкораненых.
Ещё одна группировка египетских сил, не приняв боя, отступила от Шейх-Нурана в Абасан. Израильские коммандос, попытавшиеся её преследовать, вынуждены были отступить, наткнувшись на минные поля и противотанковый огонь со стороны города. Тем не менее цели операции, заключающиеся в оттеснении египетских сил в сторону сектора Газы, были уже достигнуты. Хотя официально она завершилась только через неделю, оставшееся время израильтяне занимались укреплением новых позиций и разминированием дороги между поселениями Нирим и Беэри. 15 декабря 8-я бригада покинула сектор, контроль над которым, вместе с остальным Западным Негевом, перешёл к бригаде «Голани». Началась подготовка к крупномасштабной операции на юге, получившей название «Хорев».